# Bordsvin
Bordsvin, syftar i dagligt tal på ett vin av enklare kvalitet, ett vardagsvin.
Inom EU är bordsvin en reglerad kvalitetsklass. Bordsviner är den lägsta klassen av viner. På bordsviner får man inte ange ursprung mindre än ett land ("franskt bordsvin" går alltså bra, men inte "bordsvin från Bordeaux"), och inte vilka druvor som ingår. Kraven på lägsta alkoholhalt är ofta inte högre än 8 %. Bordsviner säljs ofta lokalt, ibland inte ens tappade på flaska. På Systembolaget finns mycket få, om ens några viner klassade som bordsvin enligt EU:s normer.
Över bordsvinsklassen finns ofta
- Lantvin
- Kvalitetsvin